# Michael Learns to Rock
Michael Learns to Rock（マイケル・ラーンズ・トゥ・ロック、通称MLTR）は、英語で楽曲を演奏するデンマーク出身のソフトロックバンドである。1988年に結成し、これまで主にアジアで1,200万枚以上の売り上げを残している。ヴォーカルのヤーシャが作り出す美しい旋律と甘くハスキーな歌声とが絶妙なハーモニーを奏でる。ヨーロッパ、東南アジア、南アフリカ等々、メロディ重視の音楽が評価される国での支持率は圧倒的に高い。

## 来歴
1987年、デンマークの都市オーフスの高校に通っていたヴォーカルでキーボードリストJascha Richter（ヤーシャ・リヒター）とドラマーKåre Wanscher（コー・ワンシャー）が、当時the Rocking Studsというグループを組んでいたSøren Madsen（ソレン・マッセン）を誘いバンドを結成した。
1988年5月にオーフスでデビューし、その後、地元開催のタレントショーに応募した。優勝を手にした彼らは、とっさにバンド名を考える必要に迫られた。後にRichterはインタビューの中で、マイケル・ジャクソンにちなんで名付けたと認めている。「ジョニー・ヘイツ・ジャズ(Johnny Hates Jazz)とかフランキー・ゴーズ・トゥ・ハリウッド(Frankie Goes to Hollywood)みたいなノリだった。もちろん何度も名乗るたびに後悔したけど、とても早く売れたものだからこだわるしかなかった。時間とともに慣れたけどね。」（Taipei Times, 06 07 2007)
2006年、Søren Madsenが脱退。以降、3人組で活動している。
シンガポールやインドネシアなどアジアでの人気も高く、アジアでのみシングルヒットした曲も多数。「25 Minutes」はシンガポールでの94年度ベストパフォーマンス賞を受賞している。
日本でのデビューは、彼らにとって3枚目のアルバムとなる「Played On Pepper」。名古屋ZIP-FPの強力なバックアップもあり、名古屋から火が付き、全国のHMVで１週間で1万枚の好セールスを記録するに至る。96年には来日を果たし、東京（池袋アムラックスホール2days）、名古屋でライブを行った。

## ディスコグラフィ

### オリジナルアルバム
| 枚  | 発売日 | タイトル               |
| --- | ------ | ---------------------- |
| 1st | 1991年 | Michael Learns to Rock |
| 2nd | 1993年 | Colours                |
| 3rd | 1995年 | Played on Pepper       |
| 4th | 1997年 | Nothing to Lose        |
| 5th | 2000年 | Blue Night             |
| 6th | 2004年 | Take Me to Your Heart  |
| 7th | 2008年 | Eternity               |
| 8th | 2012年 | Scandinavia            |

### ベストアルバム
| 枚  | 発売日 | タイトル               |
| --- | ------ | ---------------------- |
| 1st | 1996年 | Paint My Love          |
| 2nd | 1999年 | Strange foreign beauty |
| 3rd | 2004年 | 19 Love Ballads        |
| 4th | 2005年 | All the best           |
| 5th | 2007年 | Greatest Hits          |

## その他の活動
ヴォーカルのヤーシャは、MLTRの活動と並行してソロ活動を行い、現在まで2枚のアルバムをリリースしている。

### アルバム
| 枚  | 発売日 | タイトル       |
| --- | ------ | -------------- |
| 1st | 2002年 | Planet Blue    |
| 2nd | 2006年 | Where I belong |

1997年7月の香港返還記念コンサートにはバンドとして出演し、トリを務めた。
2007年スペシャルオリンピックス夏季世界大会・上海（Shanghai Special Olympics 2007）では、アジア圏での人気が買われ、閉幕セレモニーでヤーシャはヴォーカルを務めた。